# 八代市立龍峯小学校
八代市立龍峯小学校（やつしろしりつ りゅうほうしょうがっこう）は、熊本県八代市岡町谷川にある公立の小学校。

## 概要
歴史
1873年（明治6年）創立。現校名となったのは1961年（昭和36年）。2023年（令和5年）に創立150周年を迎えた。
校章
桜の花弁を背景にして、中央に校名の頭文字である「龍」の文字を配している。
校歌
1951年（昭和26年）制定。作詞は山口白陽、作曲は岩津範和による。歌詞は3番まであり、各番の歌詞中に校名の「龍峯校」が登場する。
通学区域
八代市のうち「岡町小路、岡町中、岡町谷川、興善寺町、川田町東、川田町西」。
中学校区は以下の通り
- 八代市立第二中学校
- 氷川町及び八代市中学校組合立氷川中学校

## 沿革
- 1973年（明治6年）12月5日 - 「公立龍峯小学校」として創立。光厳寺に仮教場を設置。
- 1875年（明治8年）1月 - 本校は岡町中の玉泉寺に設置。西川田村庵寺に分校を設立。
- 1887年（明治20年）
  - 10月 - 興善寺1551番地に校舎を改築。分校を統合。
  - この年 - 小学校令施行により、尋常科（4年制）を設置の上、「尋常龍峯小学校」に改称。
- 1889年（明治22年）4月1日 - 町村制施行により、八代郡6村（西川田・東川田・興善寺・岡谷川・岡中・岡小路）が合併の上、「龍峯村」が発足。
- 1892年（明治25年）- 「龍峯尋常小学校」に改称。
- 1908年（明治41年）4月 - 改正小学校令により、尋常科（義務教育年限）が4年制から6年制に改められる。尋常科5年を新設。
- 1909年（明治42年）4月 - 尋常科6年を新設。
- 1910年（明治43年）3月 - 校舎を新築移転。高等科（2年制）を併置の上、「龍峯尋常高等小学校」に改称。
- 1919年（大正8年）11月 - 農業補習学校が併置される。
- 1940年（昭和15年）1月 - 校舎1棟を焼失。
- 1941年（昭和16年）
  - 4月1日 - 国民学校令施行により、「龍峯村龍峯国民学校」に改称。尋常科を初等科に改める。
  - 8月 - 中庭に藤を植樹。
- 1947年（昭和22年）4月1日 - 学制改革が行われる（六・三制の実施）。
  - 龍峯国民学校初等科が、新制小学校「龍峯村立龍峯小学校」に改組・改称。
  - 龍峯国民学校高等科は、青年学校普通科とともに、新制中学校「龍峯村立龍峯中学校」に改組・改称。小学校に併設される。
- 1950年（昭和25年）5月 - 併設の龍峯中学校が隣町の宮原町立宮原中学校に統合され、閉校[4]。
- 1951年（昭和26年）- 校歌を制定。
- 1960年（昭和35年）3月 - 学校給食を開始。
- 1961年（昭和36年）3月1日 - 八代村への編入により、「八代市立龍峯小学校」（現校名）に改称。
- 1963年（昭和38年）12月 - プールが完成。
- 1969年（昭和44年）3月 - 特別校舎が完成。
- 1970年（昭和45年）
  - 2月 - 学校群像「美しい学校」を建立。
  - 12月 - 相撲場が完成。
- 1973年（昭和48年）11月11日 - 創立100周年記念式典を挙行。
- 1975年（昭和50年）6月 - 運動場に夜間照明灯を設置。
- 1976年（昭和51年）2月 - 体育館が完成。
- 1980年（昭和55年）3月 - 新校舎が完成。
- 1981年（昭和56年）2月 - 二宮尊徳像を建立。
- 1996年（平成8年）2月 - 新校旗を制定。
- 1999年（平成11年）6月 - 新プールが完成。
- 2013年（平成25年）8月 - 龍峯幼稚園舎を解体。
- 2014年（平成26年）4月 - 特別支援学級を開設。
- 2015年（平成27年）12月 - 体育館および校舎の耐震工事を実施。
- 2016年（平成28年）1月 - 相撲場を解体。

## 交通アクセス
最寄りの鉄道駅
- JR九州 鹿児島本線 「千丁駅」

最寄りのバス停留所
- 九州産交バス「龍峯小学校前」停留所

最寄りの幹線道路
- 国道3号
- 九州自動車道（高速道路）「八代IC」

## 周辺
- 龍峯コミュニティセンター（公民館）
- 竜峰郵便局
- 八代警察署龍峰警察官駐在所
- 新川